# Capri
|  | Aquest article tracta sobre l'illa d'Itàlia. Vegeu-ne altres significats a «Capri (desambiguació)». |

Capri és una illa situada a la mar Tirrena, a la península de Sorrento, al costat sud del Golf de Nàpols a la regió de la Campània d'Itàlia. La seva població és d'uns 14.000 habitants.
Ha estat un centre d'estiueig des de l'època de la República Romana. Algunes de les seves principals atraccions són la Marina Piccola (el port petit), el Belvedere de Tragara (un gran passeig panoràmic ple de viles), els farallons ("faraglioni") o penya-segats de pedra calcària que es projecten sobre el mar, la Gruta Blava (Grotta Azzurra) i les ruïnes de les viles romanes imperials.
L'illa té dos ports: Marina Piccola, al sud, i Marina Grande, al nord (el port principal). La població d'Anacapri se situa al cim dels turons cap a l'oest.

## Geografia

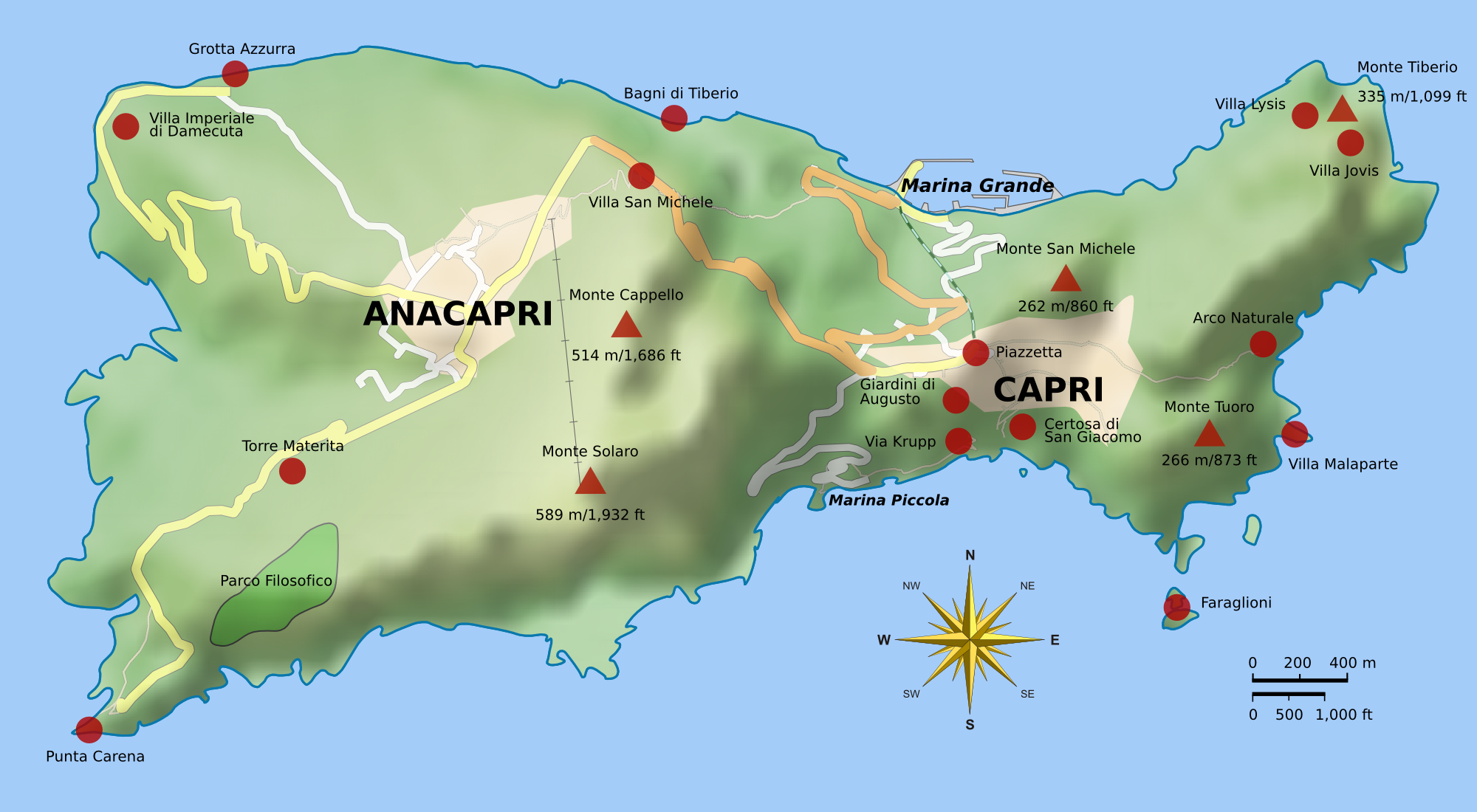
Mapa de Capri.

Té sis quilòmetres de longitud i gairebé tres quilòmetres d'amplada i uns 17 quilòmetres de costa. Capri té una àrea d'aproximadament 10,36 km². El seu terreny muntanyós culmina al puig Solaro amb 589 metres sobre el nivell del mar (accesible per telecadira des d'Anacapri) i el segueix el puig Tiberi amb 334 metres, ambdós situats a la part occidental de l'illa. És particularment coneguda pels seus farallons, roques que surten del mar.
A diferència de les altres illes del Golf de Nàpols, Capri no és d'origen volcànic sinó sedimentari; formada per sòls calcaris que daten del Cretaci i, en menor mesura, de capes de l'Eocè i de  toves provinents de volcans veïns. Des del punt de vista geològic, és l'extrem del sistema muntanyenc de la península de Sorrento, que és també calcària.
S'hi cultiva l'olivera i la vinya, així com fruiters i horta. Cada dia arriben a Marina Grande nombroses excursions des del proper port de Nàpols. L'illa té dos municipis: Capri i Anacapri.

## Història
S'hi han trobat restes paleolítiques. Antigament era habitat pels telèboes, poble que es dedicava a la pirateria, suposadament emparentat amb la gent de l'Acarnània. Va passar després als napolitans fins que August la va descobrir com un lloc adient per a la seva salut i la va passar a domini imperial, donant als napolitans a canvi l'illa d'Enària (Ischia), que era més rica. Els romans l'anomenaven Capreae. August la visitava sovint i hi passava alguns dies. L'any 27 Tiberi va establir a l'illa la seva residència permanent, i hi va viure els darrers deu anys de la seva vida, segons Tàcit més per la seva inaccessibilitat que per la seva bellesa. Hi va construir una dotzena de vil·les, les ruïnes d'algunes de les quals encara es veuen. Hi havia a l'illa dues ciutats antigament però en temps d'Estrabó ja només en quedava una que segurament és l'actual Capri.

## Referències culturals

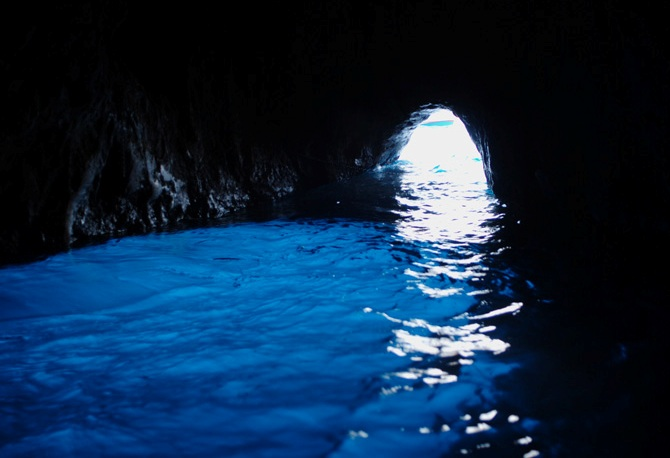
La Gruta Blava (Grotta Azzurra)

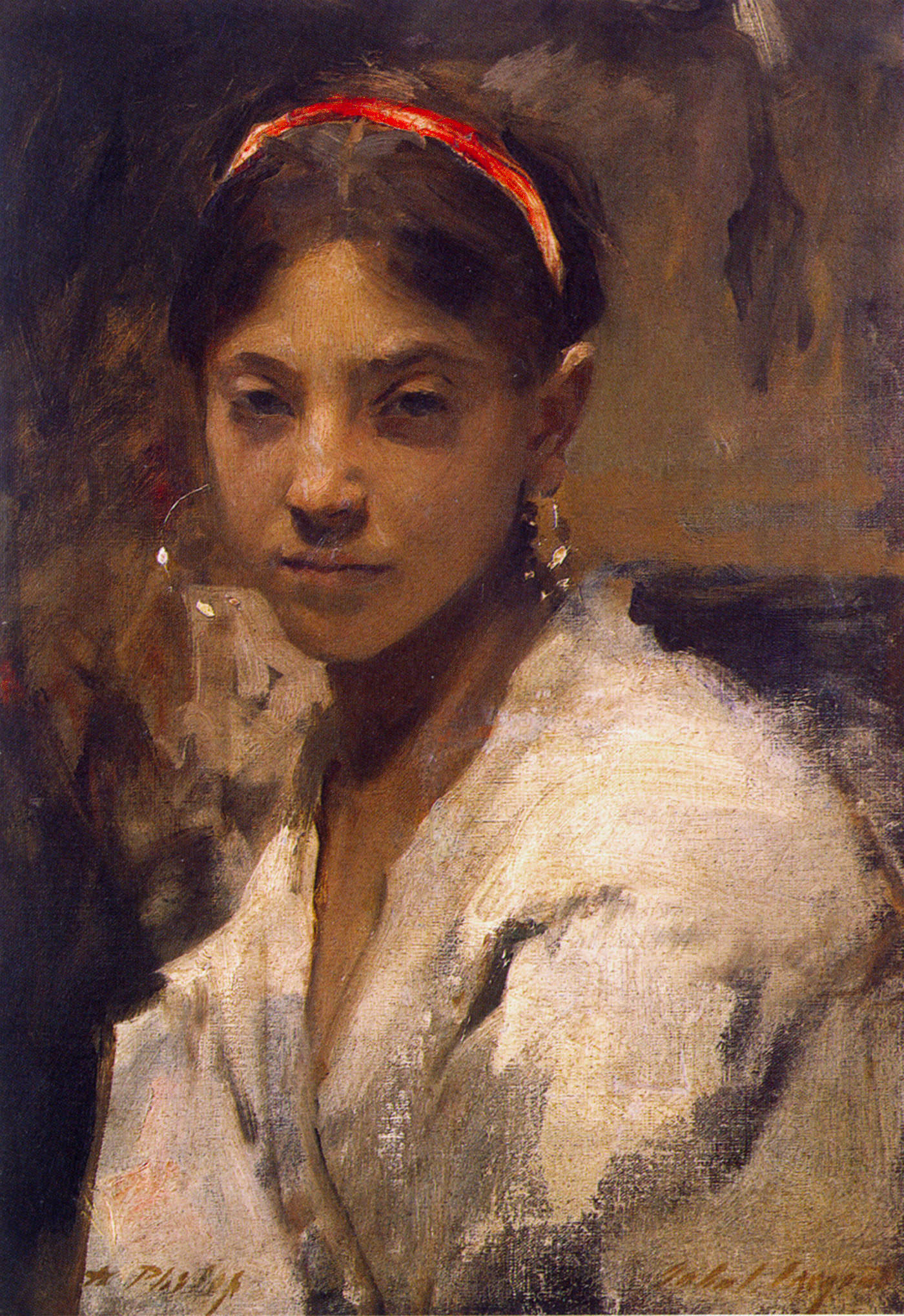
John Singer Sargent: Cap d'una noia de Capri, 1878